# RMS Atlantic (1871)
O RMS Atlantic foi um navio Transatlântico da White Star Line que operava entre Liverpool, Reino Unido e a cidade de Nova Iorque, Estados Unidos. Durante a 19ª viagem, em 1º de abril de 1873, atingiu rochas e afundou na costa da Nova Escócia, Canadá, matando ao menos 535 pessoas. Permaneceu como o mais mortal desastre marítimo no Atlântico Norte até o naufrágio do La Bourgogne em 2 de julho de 1898 e o maior desastre da White Star Line até a perda do Titanic em abril 1912.

## História
O Atlantic foi construído pela Harland and Wolff em Belfast em 1870, e foi o segundo navio construído pela recém criada White Star Line. Era alimentado por um motor a vapor que produzia 600 cavalos de força (450 kW) conduzindo uma única hélice, juntamente com quatro mastros para as velas. Navegou para Nova Iorque em sua viagem inaugural em 8 de junho de 1871.

## Desastre

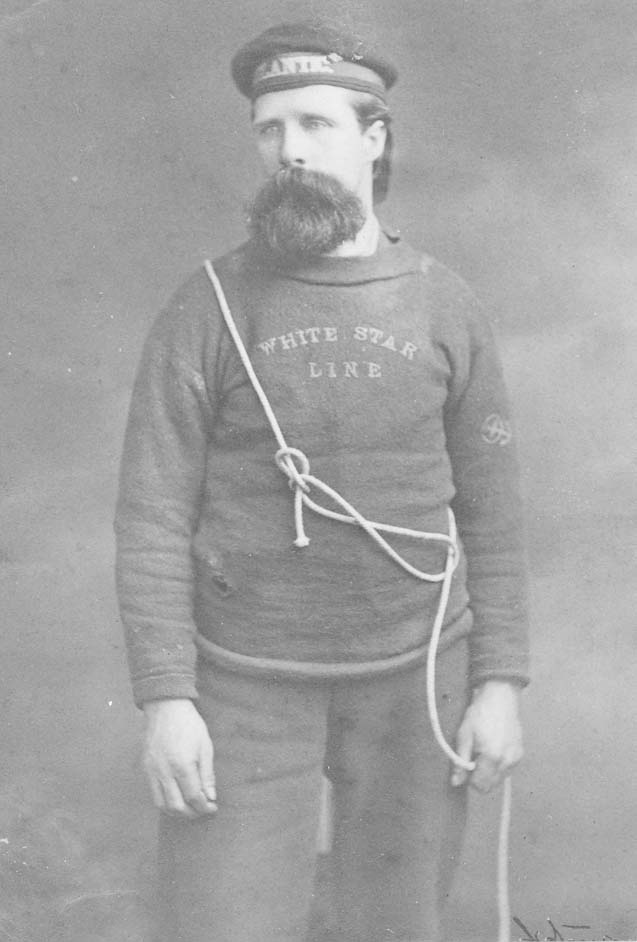
Quartel-mestre John Speakman levou vários sobreviventes à terra nadando até as rochas próximas, criando uma ligação entre o navio e a terra

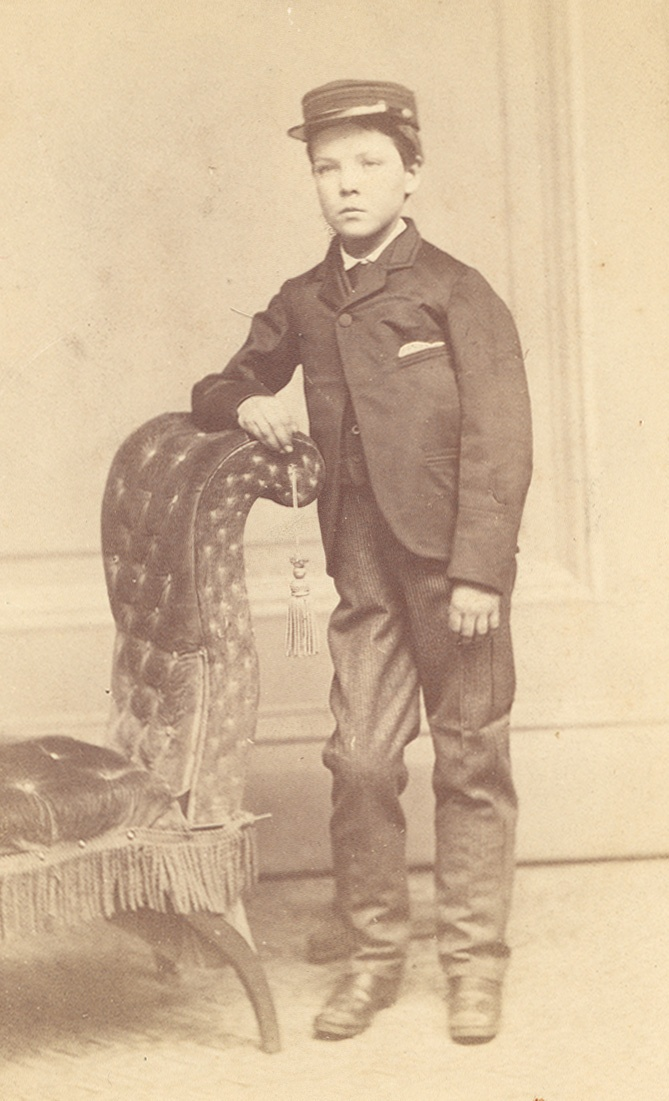
John Hindley, a única criança salva do naufrágio do Atlantic

Em 20 de março de 1873 o Atlantic partiu em sua 19ª viagem de Liverpool com 952 pessoas a bordo, dos quais 835 eram passageiros. No caminho, o capitão decidiu aportar em Halifax, Nova Escócia, para reabastecer o navio com carvão para as caldeiras.
Durante a aproximação a Halifax, na noite de 31 de março, o capitão e o terceiro oficial estavam na ponte até meia-noite enquanto o Atlantic entrava dentro de uma tempestade, seguindo a 12 nós (22 km/h) para a entrada do porto de Halifax, com visibilidade intermitente e mar agitado. Sem o conhecimento da tripulação ou passageiros, o Atlantic estava aproximadamente a 12 milhas e 1⁄2 (20,1 km) fora do curso a Oeste do Porto de Halifax. Os oficiais falharam por não conseguir fazer sondagens, postar um vigia no mastro, reduzir a velocidade ou acordar o capitão quando se aproximavam da costa desconhecida. Eles de alguma forma não identificaram o Farol da Ilha Sambro, o grande farol que avisa os marinheiros dos baixios rochosos a oeste da entrada do porto.
Às 3h15 da madrugada (hora local) de 1º de abril de 1873, o Atlantic atingiu uma rocha submersa em Marr's Head, Meagher's Island (agora Mars Head, Mars Island), Nova Escócia. Todos os 10 bote salva-vidas foram baixados pela tripulação mas foram todos varridos pelas ondas ou esmagados quando o navio rapidamente se encheu de água e virou parcialmente. Sobreviventes foram forçados a nadar ou escalar cordas, primeiro para uma rocha varrida por ondas e depois para uma costa árida. Moradores da pequena vila de pescadores de Lower Prospect e Terence Bay logo chegaram para ajudar no resgate e abrigar os sobreviventes, mas pelo menos 535 pessoas morreram, deixando apenas 371 sobreviventes. O manifesto de viagem do navio indica que, dos 952 a bordo, 156 eram mulheres e 189 eram crianças (incluindo duas que tinham nascido durante a viagem). Todas as mulheres e todas as crianças morreram, exceto por um menino de doze anos de idade, John Hindley. Dez tripulantes pereceram, enquanto 131 sobreviveram. Esta foi a pior perda de vidas civis no Atlântico Norte até o naufrágio La Bourgogne em 2 de julho de 1898. O inquérito do governo canadense foi concluído com a declaração: "a conduta do Capitão Williams na administração de seu navio durante as doze ou catorze horas anteriores ao desastre, estava tão gravemente em desacordo com o que deveria ter sido a conduta de um homem colocado em sua posição de responsabilidade".

## Recuperação dos corpos

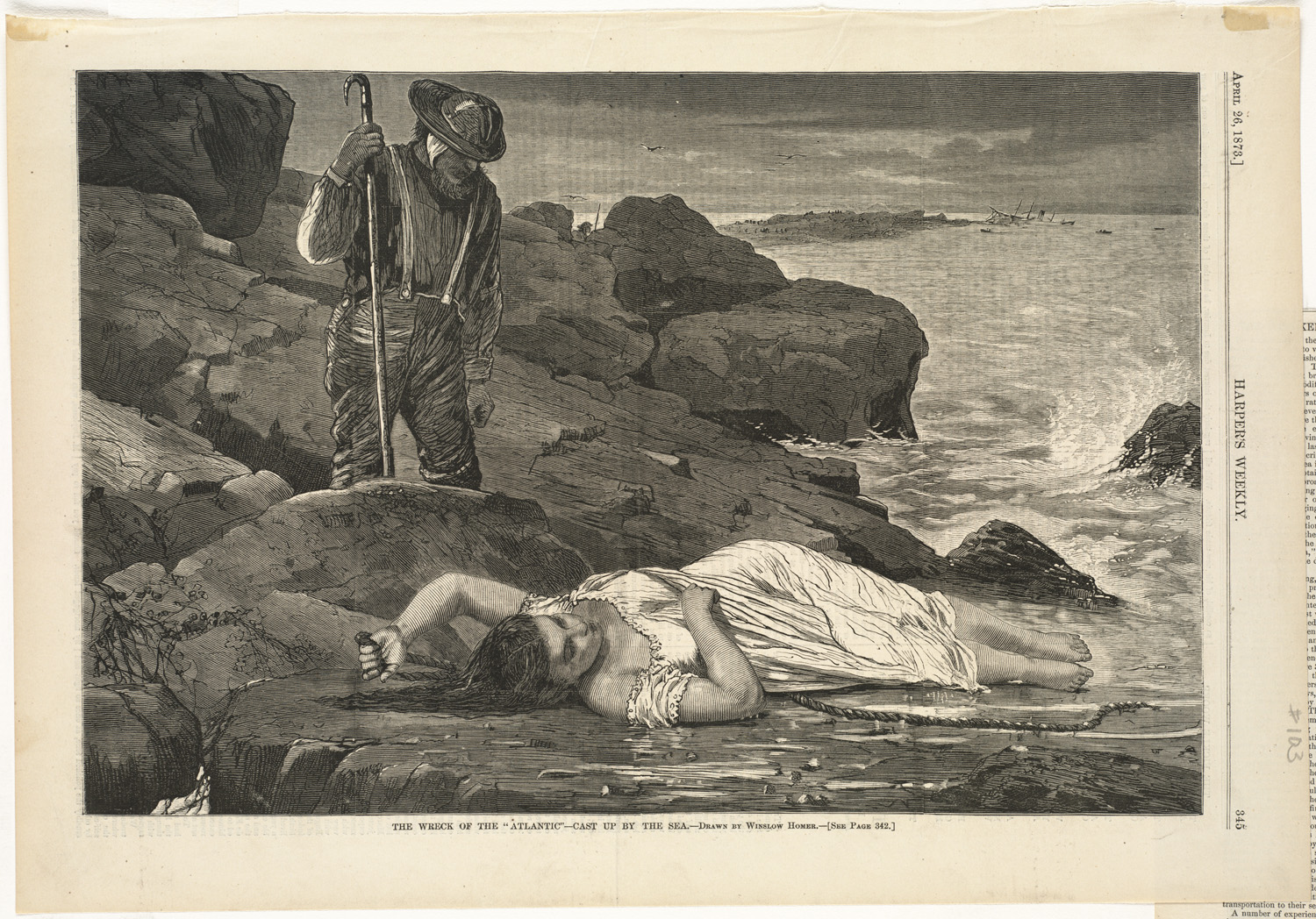
Desenho de Winslow Homer de uma das vítimas do Atlantic

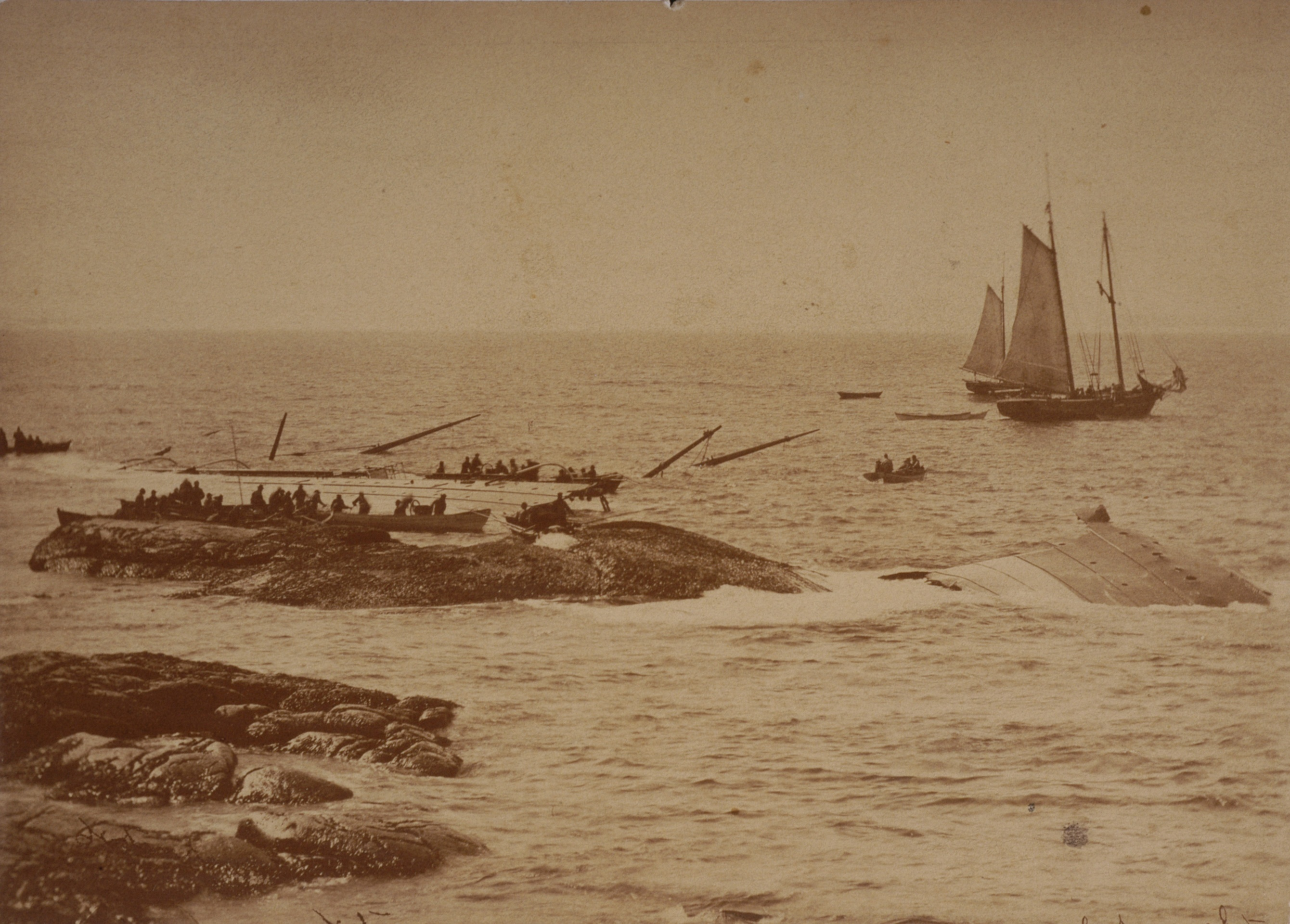
Local do naufrágio do Atlantic durante a recuperação dos corpos e carga, abril de 1873

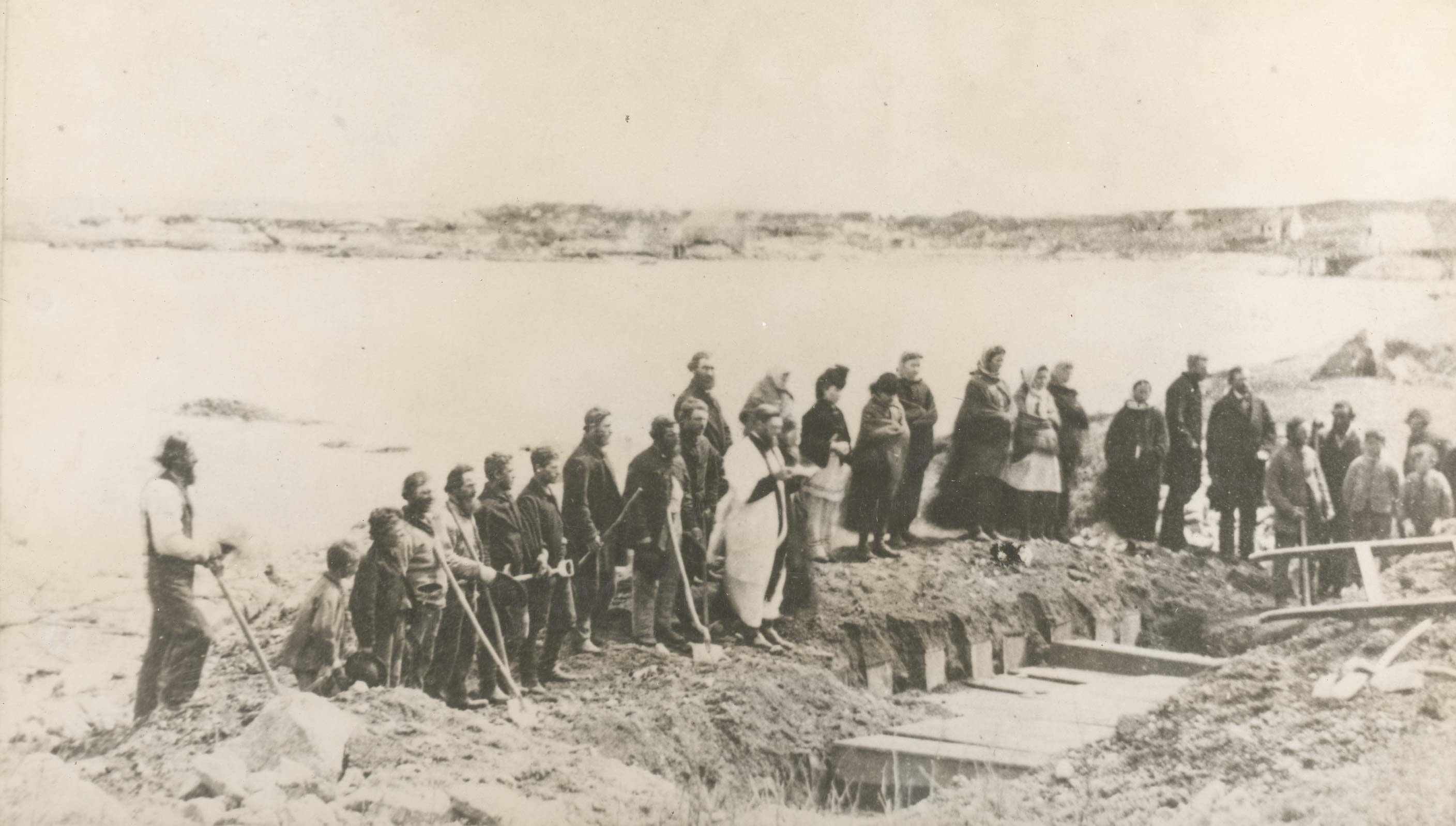
Serviço funerário para as vítimas do naufrágio do Atlantic, abril de 1873, Lower Prospect, Condado de Halifax, Nova Escócia

A recuperação e enterro do grande número de vítimas levou semanas. Os mergulhadores recebiam recompensas por recuperar os muitos corpos presos no casco. De acordo com um relato de jornal, descobriu-se que um corpo de um dos tripulantes era o de uma mulher disfarçada de homem. "Ela tinha cerca de vinte ou vinte e cinco anos e servira como um marinheiro comum em três viagens, e seu sexo nunca foi conhecido até que o corpo fosse levado para terra e preparado para o enterro. Ela é descrita como tendo sido uma das favoritas de todos os seus companheiros de viagem, e um dos tripulantes, falando dela, comentou: 'Eu não sabia que Bill era uma mulher. Ele costumava tomar seu grogue regularmente tanto quanto qualquer um de nós, e estava sempre implorando ou roubando tabaco. Ele era um bom sujeito, e lamento que ele fosse uma mulher".
Um jovem médico da Alemanha, Emil Christiansen, foi listado como morto nas transcrições das listas de passageiros enviadas aos jornais, mas parece que ele havia sobrevivido. Aparentemente, o Dr. Christiansen sobreviveu aos destroços com apenas um braço quebrado e seguiu para os Estados Unidos. Acredita-se que ele não falava muito inglês e não sabia informar seu status às autoridades competentes. Não se sabe como ele viajou para os Estados Unidos, mas sabe-se que ele se casou em 1876 e teve quatro filhos. Um descendente do Dr. Christiansen visitou o SS Atlantic Heritage Park and Interpretation Centre e apontou o erro na lista de passageiros no site do museu. Além disso, a grafia do nome era diferente nas transcrições da lista de passageiros, possivelmente levando a confusão; em várias cópias da lista, se lê "Emile Christianson". Muitos nomes na lista foram soletrados foneticamente resultando na possibilidade de identidades erradas.

## Legado

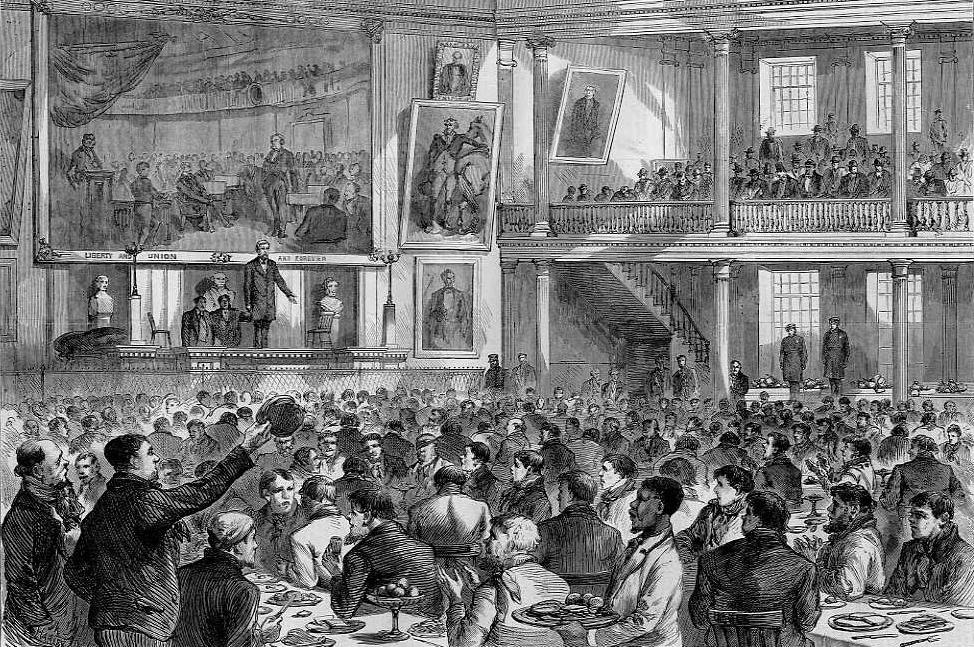
The Wreck of the "Atlantic" -- Café da manhã para sobreviventes em Faneuil Hall, Boston, 1873, gravura em madeira

O RMS Atlantic foi o segundo navio encomendado pela White Star (RMS Oceanic sendo o primeiro) mas leva a notoriedade de ser o primeiro navio da White Star Line a afundar. (A companhia tinha perdido anteriormente o veleiro RMS Tayleur na Baía de Dublin em 1854.) Outros navios da White Star Line perdidos no Atlântico Norte incluem o SS Naronic em 1893, o  RMS Republic em 1909 e o RMS Titanic em 1912.
Hoje, a maior parte do navio encontra-se fragmentado sob 12 a 18 metros de água. Artefatos recuperados de várias operações de salvamento estão em exibição no Museu Marítimo do Atlântico em Halifax, Nova Escócia e também no SS Atlantic Heritage Park and Interpretation Centre, em Terence Bay, Nova Escócia. Um monumento ao naufrágio está localizado na vala comum perto do Interpretation Centre no Terence Bay Anglican Cemetery, enquanto um monumento menor marca uma segunda vala comum no cemitério católico.
Quando o filme de 1929 Atlantic foi lançado, todos sabiam que era uma história mal disfarçada sobre o naufrágio do Titanic em 1912. Embora este filme tenha sido baseado em uma peça teatral, também foi feito apenas dezessete anos após o naufrágio do Titanic e o público, especialmente os sobreviventes e suas famílias, se sentiu desconfortável com uma referência direta ao Titanic. Os produtores do filme decidiram lançar o filme sob o título Atlantic, aparentemente desavisados do desastre anterior da White Star Line.
P. G. Wodehouse escreveu uma estória em 1921 chamada "The Girl On The Boat" em que seis capítulos do romance ocorrem em um navio da White Star, que ele nomeou de "Atlantic", cruzando de Nova Iorque para Southampton. Como o desastre real do "Atlantic" tinha ocorrido 48 anos antes da estória e 8 anos de ter nascido, é provável que ele soubesse do ocorrido. 